# Valérie Pécresse
Valérie Pécresse(Neuilly-sur-Seine, 14 de julho de 1967) é uma política francesa que em 2015 foi eleita para presidir o conselho regional da maior região do país, a Ilha de França.
Formado pela prestigiada HEC Paris e pela École Nationale d'Administration (ENA), Pécresse começou a sua carreira política como uma aliada de Jacques Chirac, membro da agremiação gaullista RPR. Em 2002, elegeu-se deputada para a Assembléia Nacional pela circunscrição de Yvelines. Em 2007, apoiou a candidatura vitoriosa de Nicolas Sarkozy à Presidência da República Francesa, o qual lha nomeou Ministra do Ensino Superior e da Pesquisa. No período em que foi ministra, Pécresse participou de uma grande reforma da autonomia universitária, que lhe rendeu posterior a nomeação ao posto de Ministra do Orçamento, das Contas Públicas e da Reforma do Estado. 
Em 2015, Pécresse se candidata à presidência do conselho regional da Ilha de França e é eleita para suceder ao socialista Jean-Paul Huchon, que ocupava o cargo desde 1998.
Durante a eleição presidencial de 2017, Pécresse apoiou a pré-candidatura do moderado Alain Juppé para as primárias do seu partido. Após a seleção de François Fillon para brigar a presidência em nome dos gaullistas, Pécresse integrou a equipe de campanha do ex-primeiro ministro. Entretanto, o desempenho desta candidatura acabaria enfraquecido em razão do escândalo envolvendo a contratação de esposa de Fillon, Penelope Fillon, enquanto assessora parlamentar fantasma. Quando do segundo turno opondo Emmanuel Macron à candidata de extrema direita, Marine Le Pen, Pécresse se alinha ao seu partido no apelo ao voto por Macron em nome de uma "frente republicana", mobilizando-se inclusive pela expulsão daqueles que apoiassem Le Pen.
Em dezembro de 2021, Pécresse ganha a primária interna do seu partido e é designada candidata à eleição presidencial de 2022.